# 食品衛生監視員
食品衛生監視員（しょくひんえいせいかんしいん）とは、行政警察活動として、食品衛生法に規定された職務及び食品衛生に関する指導を行う技術系公務員。主に国の検疫所と地方自治体の保健所に所属し、食品の収去や検査、食中毒等の調査、食品製造業者や飲食店の監視（英語:inspectionの訳語）、指導及び教育を行っている。通称「食監（しょっかん）」。

## 資格
食品衛生法第30条に
第28条第1項に規定する当該職員の職権及び食品衛生に関する指導の職務を行わせるために、厚生労働大臣又は都道府県知事等は、その職員のうちから食品衛生監視員を命ずるものとする。
とあり、食品衛生監視員は次のいずれかの条件（任用資格）を満たす公務員の中から、厚生労働大臣または都道府県知事等により任命される。
1. 都道府県知事の登録を受けた食品衛生監視員の養成施設において、所定の課程を修了した者(管理栄養士養成校等)
2. 医師、歯科医師、薬剤師、獣医師
3. 学校教育法（昭和22年法律第26号）に基づく大学若しくは高等専門学校、旧大学令（大正7年勅令第388号）に基づく大学又は旧専門学校令（明治36年勅令第61号）に基づく専門学校において医学、歯学、薬学、獣医学、畜産学、水産学、又は農芸化学の課程を修めて卒業した者
4. 栄養士で、2年以上食品衛生行政に関する事務に従事した経験を有するもの

任用資格は上記のとおりである。資格者の中では医師・歯科医師は少なく、実際には獣医師、薬剤師が多い。また、養成施設（栄養科学系）の卒業者や農芸化学の課程を修めた者も多い（注）。
また、国家公務員では、食品衛生監視員のキャリアパスとして、厚生労働省医薬・生活衛生局、地方厚生局などの部署への配属や、他省庁等への出向、地方自治体との人事交流などがあげられる。
（注）平成16年2月27日食安発第0227003号
各都道府県知事・各保健所設置市長・各特別区長あて厚生労働省医薬食品局食品安全部長通知「食品衛生管理者及び食品衛生監視員に係る資格要件の取扱いについて」において、規制改革の流れを踏まえた任用要件の運用について示されている。この通知では、学問の学際化に伴い、現在では学部学科の名称から消えつつある「畜産学、水産学及び農芸化学の課程を修めた者」の解釈について、何の科目をいくつ履修していれば良いかの判断基準が示されている。

### 国と地方
日本国内の監督を行う食監は地方公務員であり、全国の港湾・空港において輸入食品の検疫を行う食監は国家公務員である。
国家公務員の食品衛生監視員については、業務の特殊性から専門行政職俸給表の適用を受ける。
食品衛生監視員になるには任用資格に加え、さらに公務員試験にも合格しなければならない。国家公務員の食品衛生監視員の採用試験の倍率は11.7倍（申込者数828人、合格者数71人）と狭き門となっている。

## 業務内容
食品衛生法第28条第1項に、
第28条 厚生労働大臣又は都道府県知事等は、必要があると認めるときは、営業者その他の関係者から必要な報告を求め、当該官吏吏員に営業の場所、事務所、倉庫その他の場所に臨検し、販売の用に供し、若しくは営業上使用する食品、添加物、器具若しくは容器包装、営業の施設、帳簿書類その他の物件を検査させ、又は試験の用に供するのに必要な限度において、販売の用に供し、若しくは営業上使用する食品、添加物、器具若しくは容器包装を無償で収去させることができる。
とあり、営業施設への立入調査、食品の収去検査などを行う。
検疫所の食品衛生監視員は、輸入食品の安全監視及び指導（輸入食品監視業務）、輸入食品等に係る微生物検査と理化学検査（検査業務）、検疫感染症の国内への侵入防止（検疫衛生業務）の業務に従事する。
保健所の食品衛生監視員は、管内で製造、流通する食品の収去検査を行うとともに、
- 食品関係事業者の営業の許可・衛生監視及び指導
- 食中毒発生時の調査及び違反業者に対する行政処分
- 食品衛生法や各自治体の条例に関する調査及び違反に対する行政処分
- 事業者や住民に対する食品衛生に関する情報提供及び教育・知識の普及
- 食品に関する苦情対応及び調査

に係る業務を行っている。
この他に、卸売市場の検査所で衛生監視や検査を行ったり、厚生労働省や各都道府県・政令指定都市・中核市・保健所設置市・特別区の本庁で、食品衛生行政に関する業務を担当している食品衛生監視員もいる。
- 収去検査とは、俗に「抜き取り検査」「抜き打ち検査」と呼ばれている。検査のために無償で食品等を収去することは食品衛生監視員のみに認められた権限であり、他の官吏及び吏員（警察官等）にはできない。なお、この行為は公共の福祉のために行われているため、国民の財産権を犯す行為とは解されない。ただし、収去には様々な規定があり、食品衛生監視員の側にも様々な制約がある。
- 健康増進法第27条第1項に規定された特別用途食品の収去は同条第3項で、食品表示法第8条第1項に規定された収去は同条第6項で、それぞれ食品衛生法第31条第1項に規定する食品衛生監視員に行わせるものとする、とされている。そのため、健康増進法や食品表示法の立入検査に従事する職員であることを示す身分証明書だけを持つ職員は、それぞれの法律に関する目的があっても収去だけは出来ない。
- 食品衛生監視票と呼ばれる様式に基づき、食品関係事業所の衛生設備及び管理状態を点検し、その結果を百点満点で採点することができる。食品衛生監視票は旅行業者が旅館やレストランと協定を結ぶ際や自治体や社会福祉施設が給食納入業者と契約を結ぶ際に、施設の衛生状況を把握するため、事業者に対し提出を求めることも多い、重要な書類である。

因みに、食品衛生法第28条第3項に
「第28条第1項に関する権限は犯罪捜査のために認められたものと解釈してはならない」
との規定があるため、食中毒が起きた時に「食品を使った毒殺及び未遂等」の疑いがある場合は、犯罪性の有無が確定するまで警察の捜査が優先され、保健所は調査することができない。

## 義務
- 食品衛生監視員はその職務を行う際に求められた場合は、食品衛生監視員である旨の身分証明を提示しなければならない。
- 収去検査を行う場合には、様式に定められた収去票を発行しなければならない。収去検査については無償で物品の提供を受け、検査結果によっては販売禁止等の行政処分が行われるため、施設への立入から検査機関での取り扱いに至るまで、いわゆるGLPの考えに基づく様々な厳しい規定が設けられている。

## 検疫官（国家公務員の食品衛生監視員）の不足問題
日本の食料自給率は約40％で、世界最大の食料輸入大国であるにもかかわらず、検疫を行う食品衛生監視員が不足している。国防を担う自衛隊は23万人を超える人員をもっていることと比較しても、輸入食品の安全性の脅威から日本国民を守っている食品衛生監視員はわずか399人（平成24年度）と非常に少なく、国の検査体制を支える人員が不足していると指摘されている。
人員不足の原因のひとつは、全国規模の転勤である。検疫所は全国に１３か所の本所の他、１４か所の支所と８３か所の出張所があり、配属先は北海道から沖縄まで日本全国に及ぶ。また、概ね約２年から３年ごとに異動があり、場合によっては転居（引越し）を伴う。厚生労働省検疫所の異動辞令は、転居を伴う場合でも約３週間前に出るのが通例であり、自分の次の住居地となる都道府県が直前にならないと分からない。配偶者の勤務先や子の通学区域が頻繁に変わってしまうことから、家族への負担を考慮し、転職する者も多い。
全国の検疫所では輸入食品等の一層の安全を確保することを目的として、輸入食品監視指導計画に基づくモニタリング計画が策定されており、平成31年度（令和元年度）では、約99,000件としている。食品ごとのリスクを考慮し、統計に基づいた検査実施件数としているが、実施容易性が考慮されているわけではない。そのため、都心部でのモニタリング検査は、場合によっては、1日中、保税倉庫での輸入食品の収去に追われることがある。
また、特に都心部では１日に平均で2,000～2,500件にも及ぶ食品等輸入届出書を審査する必要があり、事務所での書類審査業務に追われることも多い。
審査結果が違反の場合はその旨輸入者へ説明するが、複数の関連法の理解は当然として、輸入者によっては莫大な金額の輸入を行っているケースも多く、論理的な説明・説得が必要となる。
配属先によっては、食品衛生に関する専門知識や技術が生かせる職場環境ではないこともあり、獣医師、薬剤師等の免許保有者は、本来の資格を生かした職へ転職する者も多い。